# 黄玉东
黄玉东（1965年11月—），哈尔滨工业大学教授。担任中国复合材料学会理事，《高校化学工程学报》、《复合材料学报》等期刊编委，入选中华人民共和国教育部2008年度"长江学者"特聘教授。
曾任哈尔滨工业大学化工与化学学院院长、校长助理、人事处处长；2022年6月，任哈尔滨工业大学党委常委、副校长、哈尔滨工业大学（深圳）校长。